# 흰 고기

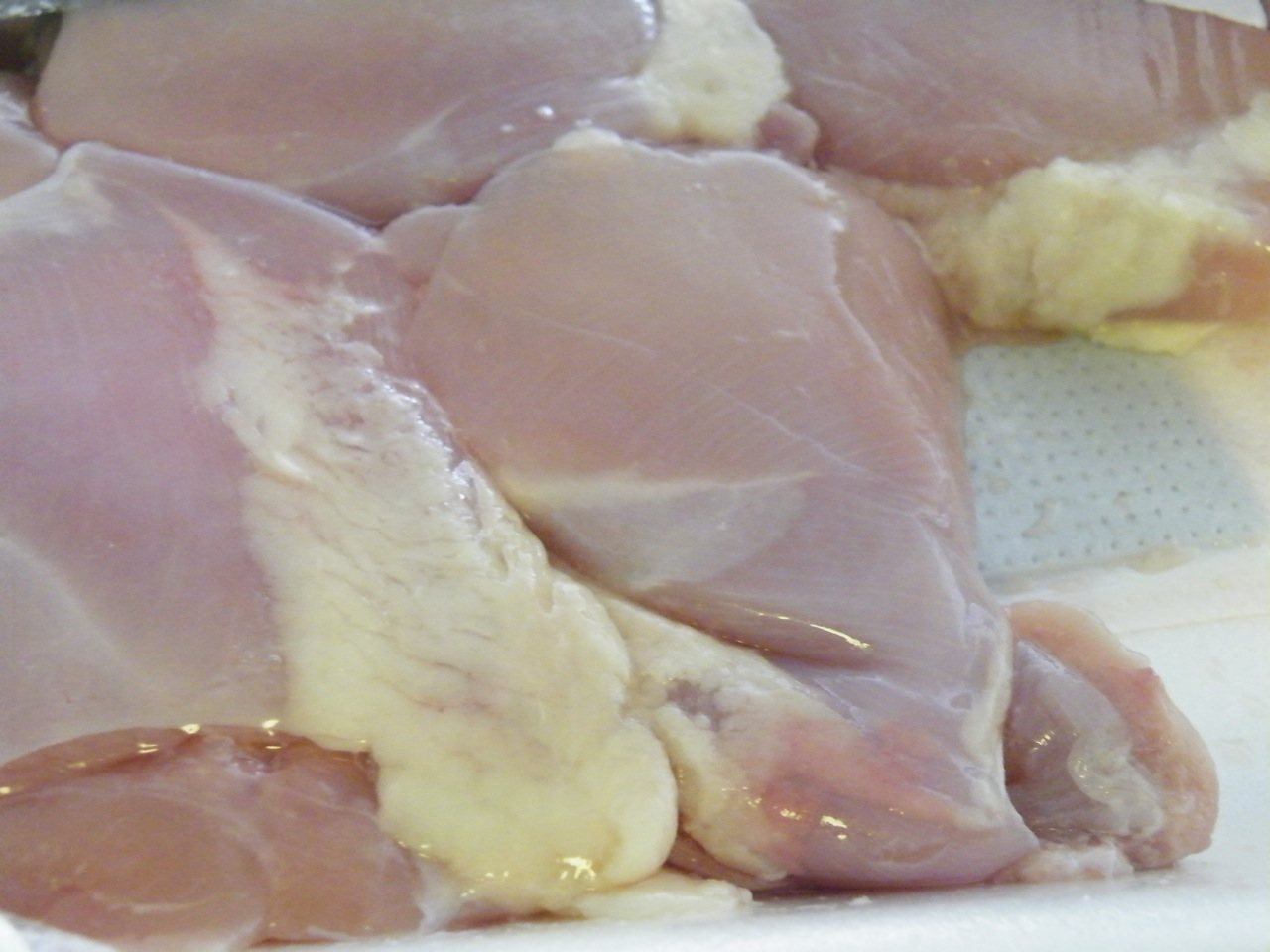
조리되지 않은 상태의 백색육

흰 고기 또는 백색육(白色肉)은 조리나 요리를 한 후, 또는 그 이전의 날고기일 때 흰 빛을 띄는 고기를 뜻하며, 대부분의 가금류가 이를 갖고 있다.
백색육은 활동력을 촉진시켜 위험 상황으로부터 도망치는 데 유용하게 사용되는 근섬유인 백색근으로 구성되어 있으며, 백색근에서 글리코겐을 저장하고 있기 때문에 백색육에서도 글리코겐을 포함하고 있다.
미식 분야에서는 적색육과는 달리 밝은 색을 띄는 고기를 백색육으로 정의하며, 닭, 꿩 등의 가금류와 토끼 등에서 나온 고기가 이에 포함된다. 사냥감의 경우 때때로 백색육과는 별개로 취급하는 경향이 있다.

## 같이 보기
- 붉은 고기
- 사냥감